# Mabel Gómez Oliver
Mabel del Pilar Gómez Oliver (Ciudad de México, 4 de junio de 1964) es una diplomática mexicana. Es embajadora de México ante Marruecos desde 2019. Fue embajadora de México ante Argentina de 2017 a 2019 y embajadora de México ante Guatemala de 2015 a 2017.

## Biografía
Estudió Relaciones Internacionales en la Universidad Iberoamericana y obtuvo maestría en Derecho Internacional y Diplomacia en The Fletcher School of Law and Diplomacy de la Universidad de Tufts, en Massachusetts, EUA.
Ingresó al Servicio Exterior Mexicano en 1987 y ascendió al rango de embajadora en 2011. 

## Carrera diplomática
Empezó su carrera diplomática en 1987 al ingresar a la Secretaría de Relaciones Exteriores en donde hasta 1997 ocupó distintos cargos en la Dirección General de Naciones Unidas y en la Dirección General para América del Norte, en esta última como Directora para Asuntos Políticos y Migración.
En 1997 a 1998 fue Coordinadora de Asuntos Internacionales e Interinstitucionales del Instituto Nacional de Migración en México.
Su primero puesto en el servicio exterior fue como Consejera para Asuntos Legislativos en la Embajada de México en Estados Unidos (1998-2001). Posteriormente fue designada como representante Permanente Alterna de la Misión Permanente de México ante la Organización de las Naciones Unidas para la Educación, la Ciencia y la Cultura (UNESCO) en París, Francia (2001-2003), en el que destaca su participación en los reportes de reestructuración y/o corrección de deudas de los Estados miembros de la ex Unión de Repúblicas Socialistas Soviéticas.
Del 2003 al 2007 fungió como Jefa de Cancillería en la Embajada de México en Francia, el cual, al término de esta misión, fue nombrada como representante Permanente Alterna ante las Naciones Unidas y otras Organizaciones Internacionales con sede en Ginebra, Suiza (2007-2009), para luego regresar a Washington D. C., como Jefa de Cancillería en la Embajada de México en Estados Unidos de América (2009-2015).
En febrero de 2015 asumió el cargo de embajadora extraordinaria y plenipotenciaria ante Guatemala, puesto que ocupó hasta junio de 2017, pues el presidente Enrique Peña Nieto la nombró como titular de la Embajada de México en la República de Argentina, mismo nombramiento que se ratificó por el senado el 26 de abril del 2017.

## Premios y reconocimientos
- 1992-1994: Beca Fullbright-García Robles.
- 2017: Orden de Quetzal en Grado de Gran Cruz por el Ministerio de Relaciones Exteriores de Guatemala.